# Восстание Амиртея
Восстание Амиртея (конец V века до н. э.) — выступление египтян против власти персидского царя, приведшее к временному восстановлению независимости Египта.
На протяжении V века до н. э. египтяне несколько раз поднимали восстания против персов. Наиболее успешным из них оказалось восстание Амиртея II (XXVIII династия), произошедшее в последнем десятилетии века. В результате Египет на 60 лет вернул себе независимость, и персам потребовалось несколько военных походов, чтобы вновь подчинить эту страну своей власти.

## Ослабление персидской власти
Империя Ахеменидов изначально была довольно рыхлым и недостаточно централизованным конгломератом территорий. С середины V века до н. э. в Персии происходил процесс ослабления центральной власти, особенно усилившийся к концу столетия, в правление Дария II. Малоазийские сатрапы, набрав армии из греческих наёмников, воевали друг с другом; между 410—408 годами до н. э. в Малой Азии и Мидии произошли восстания, которые лишь с трудом удалось подавить.
Чтобы ослабить недовольство египтян персидским режимом, Дарий II пытался заигрывать с влиятельным жречеством. Было возобновлено храмовое строительство, персидский царь даже принял египетское тронное имя.

## Конфликт с иудеями
Первый конфликт разыгрался вокруг иудейской военной колонии на острове Элефантина. Расположенная там крепость вместе с Сиеной (Асуаном) прикрывала границу и контролировала Верхний Египет. Ещё со времен Саисской династии на Элефантине размещались еврейские военные колонисты. Позднее они стали опорой персидской власти в регионе. Как полагают, при персах еврейский гарнизон насчитывал от 600 до 800 человек. Эти люди говорили на арамейском языке, и в документах часто сами называют себя арамеями. Ортодоксальными иудеями они в рассматриваемый период уже не считались, так как имели на острове собственный храм, аналогичный иерусалимскому, в котором, кроме Яхве, почитались и некоторые другие семитские божества.
Отношения еврейских колонистов с местным населением долгое время были мирными и даже дружественными. В отличие от многочисленных в Египте греческих наёмников, которых местные жители ненавидели, с иудеями египтян роднили некоторые обычаи (обрезание, кое-где — запрет есть свинину).
Тем не менее, религиозные различия сыграли свою роль. В Элефантинском храме «при персах в жертву всесожжения, несомненно, приносились овны». При этом для местных жителей овен был священным животным — их бог Хнум изображался с бараньей головой, а археологи даже раскопали на острове баранье кладбище. Не исключено, что религиозное недовольство нарастало долгое время, и прорвалось именно в момент подготовки к восстанию, либо в самом его начале.
Дождавшись момента, когда наместник Египта Аршама отправился ко двору, жрецы Хнума в июле 410 до н. э. призвали народ разрушить иудейский храм. Персидского коменданта крепости Видранга они подкупили, и тот не только не препятствовал их действиям, но, по словам евреев, даже послал на помощь египтянам своего сына Нафайна, начальника сиенского гарнизона. В результате храм был разграблен и частично разрушен.
Евреи принесли жалобу Аршаме, а также обратились за содействием в восстановлении храма к первосвященнику в Иерусалиме, и сатрапам Иудеи и Самарии. Иерусалим их просьбу проигнорировал, но сатрапы Багой и Санбаллат, исповедовавший религию самаритян, оказали поддержку. Видранг и его сын были смещены со своих постов и наказаны, разрешение на восстановление храма было дано, но из-за неповоротливости персидской бюрократии, которую и евреи и египтяне наперебой пытались подкупить, дело затянулось на несколько лет. При этом египтян персы наказать побоялись, а евреям было предписано исключить «из жертвоприношений жертвы кровавые и всесожжения, оставив лишь жертвы хлебные и курения».

## Освобождение Египта
Когда именно началось восстание против персов в Дельте, неизвестно. Власть Дария II признавали в Египте по крайней мере до 406/405 до н. э., поэтому примерной датой освобождения страны считался 405/404 до н. э. Главой восставших и новым фараоном стал ливийский князь Амиртей (II) из Саиса, по-видимому, внук Амиртея, возглавившего в середине V в. до н. э. антиперсидское восстание в Западной Дельте, и сумевшего, несмотря на поражение, сохранить за собой и передать сыну Паусири автономное княжество.
Позднее стало понятно, что к 404 до н. э. Амиртею удалось овладеть только Нижним Египтом. Элефантинский гарнизон сохранял верность персидскому царю по меньшей мере до декабря 401 до н. э. Весной того года спартанский военачальник Клеарх предложил сатрапу Тиссаферну отряды эллинских наемников для отвоевания Египта. В 400 до н. э. силы Амиртея захватили Элефантину и Верхний Египет, иудейские колонисты перешли на сторону новой власти.
Персы собрали в Сирии большую армию под командованием сатрапа Аброкома, но начавшийся в это время мятеж Кира Младшего заставил их отложить поход на Египет.
Иудейская колония на Элефантине была ликвидирована около 399/398 до н. э. По-видимому, египтяне, готовившиеся к отражению неминуемого персидского нашествия, опасались оставлять в тылу гарнизон, долгое время бывший опорой чужеземной власти. Храм был разрушен окончательно, причём работу эту проделали настолько основательно, что археологи так и не нашли его остатков, несмотря на то, что местоположение известно из документов.